# Diêm Đô
Diêm Đô (chữ Hán phồn thể:鹽都區, chữ Hán giản thể: 盐都区) là một quận thuộc địa cấp thị Diêm Thành, tỉnh Giang Tô, Cộng hòa Nhân dân Trung Hoa. Quận này có diện tích 1018 ki-lô-mét vuông, dân số 700.000 người. Mã số bưu chính là 224055. Chính quyền quận đóng ở trấn Phan Hoàng. Về mặt hành chính, quận này được chia ra các đơn vị gồm 13 trấn: Phan Hoàng, Đại Tung, Bắc Long Cảng, Lâu Vương, Học Phú, Nghĩa Phong, Thương Trang, Cát Vũ, Bắc Tương, Tần Nam, Long Cương, Quách Mãnh, Đại Cương